# Großer Hund (Recht)
Ein großer Hund (umgangssprachlich auch 20/40-Hund oder 40/20-Hund) ist im Hundegesetz für das Land Nordrhein-Westfalen eine Bezeichnung für Hunde, die ausgewachsen mindestens 20 kg schwer oder mindestens 40 cm groß (Widerristhöhe) sind. Auch das Land Brandenburg trifft in seiner Hundehalteverordnung Regelungen für solche Hunde, wobei in der Verordnung keine besondere Bezeichnung für sie verwendet wird.

## Nordrhein-Westfalen
Für Halter großer Hunde besteht in Nordrhein-Westfalen gemäß Paragraph 11 des Hundegesetzes die Pflicht, die Haltung anzuzeigen sowie einen Sachkundenachweis zu erwerben. Darüber hinaus müssen die Hunde mit einem Microchip gekennzeichnet sein; eine Tierhalterhaftpflichtversicherung muss nachgewiesen werden. Große Hunde müssen außerhalb befriedeten Besitztums innerhalb im Zusammenhang bebauter Ortsteile auf öffentlichen Straßen, Wegen und Plätzen angeleint geführt werden.

## Brandenburg
Im Land Brandenburg gilt nach § 6 der Hundehalteverordnung vom 16. Juni 2004 eine Anzeige- und Kennzeichnungspflicht für Hunde mit einer Widerristhöhe von mindestens 40 Zentimetern oder einem Gewicht von mindestens 20 Kilogramm. Der Halter muss außerdem einen Nachweis der Zuverlässigkeit vorlegen.

## Thüringen
Mit dem Entwurf zum Thüringer Gesetz zum Schutz der Bevölkerung vor Tiergefahren plante die Thüringer Landesregierung ebenfalls eine 20/40-Regelung. Paragraph 2 des Entwurfs sah vor, dass große Hunde als gefährliche Tiere gelten sollten. Sein Absatz 3 bestimmte große Hunde als solche, die „eine Widerristhöhe von mindestens 40 cm oder ein Gewicht von mindestens 20 kg erreichen“. Der Innenausschuss lehnte in seiner Beratung des Entwurfs am 10. Juni 2011 die Einstufung großer Hunde als gefährliche Tiere ab, auch weiterhin zählen große Hunde „nicht per Gesetz von vornherein als gefährlich“.